# پارک آلگانکوین
پارک آلگانکوین (انگلیسی: Algonquin Provincial Park) یک پارک استانی است که بین خلیج گرجی و رود اتاوا در انتاریو کانادا واقع شده‌است.